# Сербський список (Косово)
Сербський список (серб. Српска листа) — сербська політична партія в Асамблеї Косова, яка раніше була групою громадян і називалась Сербським списком Громадянської ініціативи та Громадянською ініціативою Сербська.

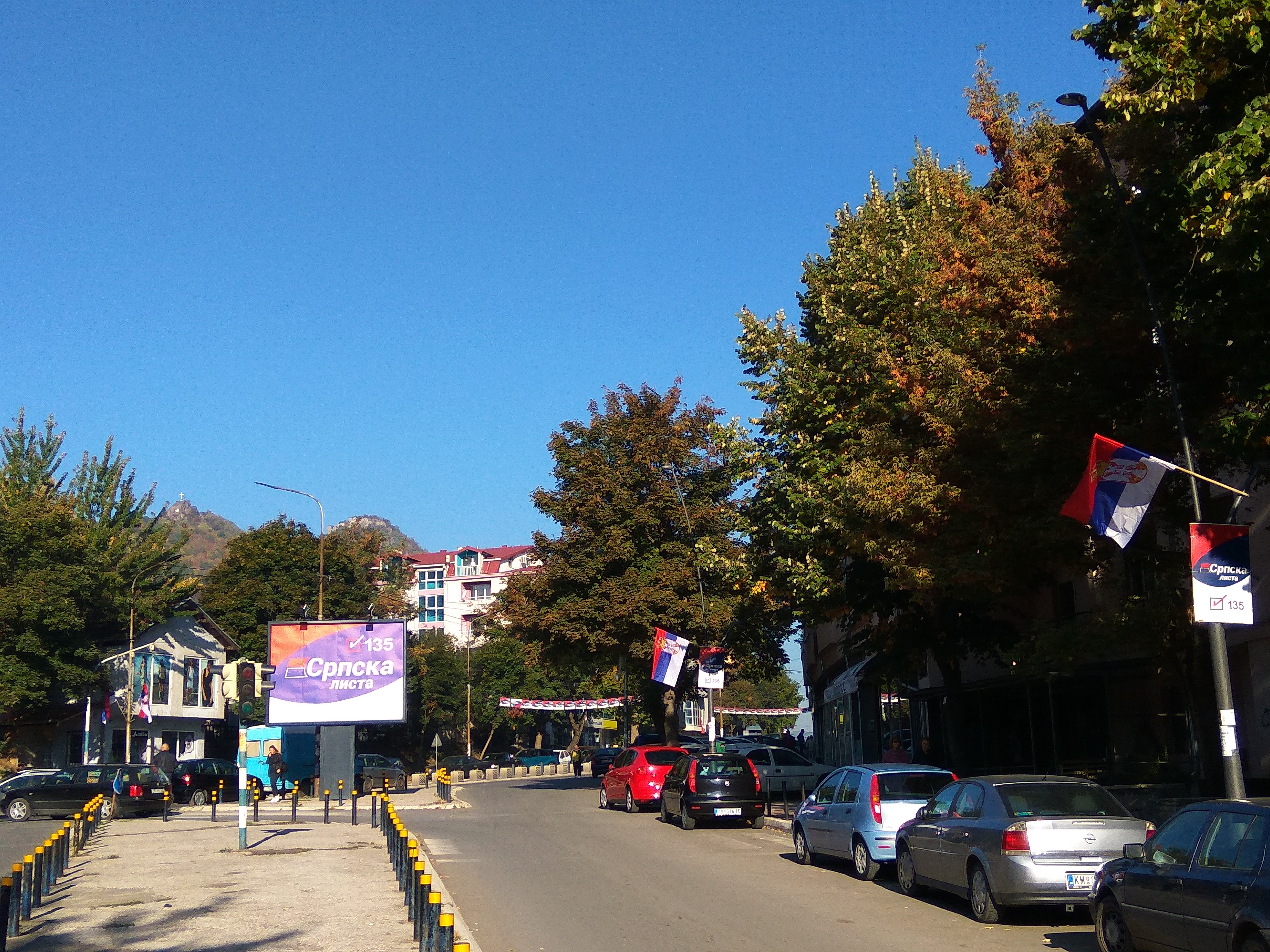
Реклама Сербського списку на вулицях Косовської Митровиці

Нинішнім керівником партії є Горан Ракич. Раніше Сербський список очолювали Славко Сіміч та Олександр Ябланович. Віце-президентом партії є Мілан Радойчич, який був обраний заступником голови партії 8 червня 2018 року, і разом зі своїм кумом Звонком Веселіновичем, злочинцем з півночі Косово, обвинувачувані у привласненні 32 вантажних автомобілів Hypo Alpe Adria Lising.

## Участь у виборах
Партія брала участь у місцевих виборах 2013 року в рамках правової системи Приштини після Брюссельської угоди.
Брала участь у виборах до Асамблеї Косова у 2014, 2017 та 2019 роках.
| Вибори   | # голосів | % від дійсного | # Депутати | Уряд      |
| -------- | --------- | -------------- | ---------- | --------- |
| 2014 рік | 38 169    | 5,30 %         | 9 / 120    | правлячий |
| 2017 рік | 44 578    | 6,12 %         | 9 / 120    | правлячий |
| 2019 рік | 52 530    | 6,67 %         | 10 / 120   | правлячий |

- Коаліційний уряд (2017—2018); Опозиція (з 2018 року)